# Obleganje Sigeta
Obleganje Sigeta ali bitka pri Sigetu (madžarsko Szigetvár ostroma, hrvaško Bitka kod Sigeta, Sigetska bitka, turško Zigetvar Kuşatması) je bilo obleganje trdnjave Siget (Szigetvár) v Ogrskem kraljestvu, ki je ovirala pohod osmanske vojske proti Dunaju leta 1566. Trdnjavo je branila vojska Habsburške monarhije pod poveljstvom nekdanjega hrvaškega bana Nikole IV. Zrinskega. Osmanski vojski je poveljeval sultan Sulejman I. Veličastni.
Po bitki Pri Mohaču leta 1526, s katero se je končala neodvisnost Ogrskega kraljestva, je ogrsko in hrvaško plemstvo za kralja izvolilo Ferdinanda I. Habsburškega. Sledil je niz konfliktov Habsburžanov in  njihovih zaveznikov in Osmanskim cesarstvom. V mali ogrski vojni (1526–1568) sta obe strani utrpeli velike žrtve in se izčrpali. Osmanski pohodi so prenehali do ofenzive proti Sigetu.
Januarja 1566 je Sulejman I. odšel na svojo zadnjo vojno. Obleganje Sigeta je trajalo od 5. avgusta do 8. septembra 1566. Končalo se je z zmago Osmanov in na obeh straneh zahtevalo veliko žrtev. Oba poveljnika sta med obleganjem umrla.  Zrinski je padel v zadnjem izpadu branilcev, Sulejman pa  naravne smrti v svojem šotoru. Med napadom je padlo več kot 20.000 osmanskih vojakov in skoraj vsi branilci (2.300 mož).  Zadnji dan bitke so padli skoraj vsi od 600 preživelih branilcev. Osmani so v bitki zmagali, vendar niso mogli nadaljevati načrtovanega pohoda na Dunaj. Dunaj je ostal rešen do drugega obleganja leta 1683.
Bitka je bila tako pomembna, da jo je francoski klerik in državnik kardinal Richelieu opisal kot "bitko, ki je rešila zahodno civilizacijo". Bitka je inspirirala ogrsko epsko pesnitev Obleganje Sigeta in hrvaško opero Nikola Šubić Zrinski.

## Ozadje
29. avgusta 1526 je bila vojska Ogrskega kraljestva pod poveljstvom kralja Ludvika II. Ogrskega v bitki z osmansko vojsko pod poveljstvom Sulejmana I. pri Mohaču odločilno poražena. Ludvik je v bitki padel. Njegov poraz je pomenil konec neodvisnosti Ogrskega kraljestva. Ker je Ludvik umrl brez naslednika, sta Ogrska in Hrvaška postali predmet sporov med Habsburžani in Osmani. Ogrsko in hrvaško plemstvo je za Ludvikovega naslednika izvolilo Ferdinanda I., brata cesarja Svetega rimskega cesarstva Karla V., poročenega z Ludvikovo sestro.
Ogrski prestol je postal predmet dinastičnih sporov med Ferdinandom in Ivanom Zapoljo iz Transilvanije. Sulejman je Zapolji obljubil oblast v celi Ogrski. Ferdinand je svoje zahteve po Ogrski izsilil z zasedbo Budima leta 1527, ki je bil uradno pod Zapoljevo oblastjo. Obdržal ga je samo do leta 1529, ko so Ogrsko napadli Osmani in Ferdinandu odvzeli vsa ozemlja, ki jih je osvojil v preteklih dveh letih.
Obleganje Dunaja leta 1529 je bil prvi Sulejmanov  poskus osvojitve avstrijske prestolnice. Pomenilo je tudi vrhunec osmanske moči in največji obseg osmanske širitve v Srednjo Evropo.

### Mala ogrska vojna
Obdobje od leta 1529 do 1552 je znano kot "mala ogrska vojna". Po Sulejmanovem neuspešnem obleganju Dunaja leta 1529 je Ferdinand naslednje leto organiziral protinapad in leta 1530 prevzel iniciativo. Njegov napad na Budim je Zapolja odbil, Ferdinand pa je bil kljub temu uspešen, ker je osvojil Esztergom in druge trdnjave ob vitalni strateški meji na Donavi. 
Sulejman se je leta 1532 odzval z napadom svoje vojske, ki je štela več kot 120.000 mož. Ferdinand je svojo vojsko umaknil in za obrambo Kisega za seboj pustil samo 700 mož brez topništva in s samo nekaj puškami. Osmanski veliki vezir Ibrahim Paša ni vedel, kako šibka je obramba mesta. Sulejman se mu je kmalu pridružil in obleganje Kisega se je začelo.  Hrvaški kapitan Nikola Jurišić in njegovih 800 Hrvatov je kljub topniškemu obstreljevanju v 25 dneh odbilo devetnajst napadov oblegovalcev. Sulejman je oblegancem ponudil vdajo pod častnimi pogoji in prekinil obleganje, čeprav se branilci niso vdali. Sledila je sklenitev mirovnega sporazuma med Ferdinandom in Sulejmanom, s katerim  bil Ivan Zapolja priznan za habsburškega kralja Ogrske, čeprav je bil osmanski vazal.
S sporazumom nista bila zadovoljna niti Ferdinand niti Zapolja in njuni vojski sta se začeli spopadati. Ferdinand je leta 1537 napadel Zapoljevo posadko Osijeka, s čimer je grobo prekršil mirovni sporazum. Obleganje se je končalo s katastrofalnim Ferdinandovim porazom, podobnim tistemu pri Mohaču. Sulejman po zmagi ni ponovno napadel Dunaja, ampak Otranto v južni Italiji. Habsburžani in njihovi zavezniki  so v pomorski bitki pri Prevezi doživeli še en popoln poraz.
Ivana Zapoljo je po njegovi smrti leta 1540 nasledil mladoletni sin Ivan II. Sigismund Zapolja. Večino njegove vladavine je v njegovem imenu vladala njegova mati Izabela Jagelo ob stalni podpori sultana Sulejmana. Ivan II. je ostal uradni kralj Ogrske do svojega odstopa leta 1570, ko Ogrska je ponovno prišla pod habsburško oblast.
Habsburžani so nov ponižujoč poraz doživeli med obleganjem Budima leta 1541. Sulejman I. je aprila 1543 krenil na nov pohod na Ogrsko, v katerem je osvojil Bran in druge trdnjave in vrnil Ogrsko pod svojo oblast. Avgusta 1543 so Osmani uspešno oblegali in osvojili  Esztergom in zatem še tri ogrska mesta - Székesfehérvár, Siklós in Szeged in zagotovili Budimu večjo varnost.
Med Habsburžani in Osmani je bil sklenjen nov mirovni sporazum, ki je trajal do leta 1552, ko se je Sulejman odločil, da bo napadel Eger. Obleganje Egerja se je izkazalo za brezplodno, zmaga Habsburžanov pa je pomenila konec njihovi ozemeljskih izgub na Ogrskem. Ohranitev Egerja je dala Avstrijcem dala dober razlog za domnevo, da je Ogrska še vedno cilj osmanskih napadov. Mir je trajal do leta 1566.

## Pohod leta 1566
Leta 1566 je 72 let star  sultan Sulejman I. v 46. letu svojega vladanja odšel na svoj trinajsti in zadnji vojni pohod. 1. maja je zapustil Konstantinopel na čelu ene od največjih armad, ki jim je kdaj poveljeval.
Njegov nasprotnik, grof Nikola IV. Zrinski je bil eden od največjih zemljiških posestnikov v Kraljevini Hrvaški, veteran vojskovanja na osmanski meji in od leta 1542 do 1556 hrvaški ban. Izkazal se je v prvem obleganju Dunaja in zatem nadaljeval uspešno vojaško kariero.
Sulejmanova vojska je po 49 dneh pohoda prišla 27. junija do Beograda. V Beogradu jo je čakal Ivan II. Sigismund Zapolja, kateremu je bila obljubljena oblast nad celo Ogrsko. Ko je Sulejman izvedel za uspešen napad Nikole Zrinskega na osmanski tabor v Siklósu, je odpovedal napad na Eger in se odločil za napad na Siget.

### Obleganje
Osmanska predhodnica je prišla pred Siget 2. avgusta 1566 in imela v več spopadih z branilci velike izgube. Sultan z glavnino je prišel 5. avgusta. Šotor je postavil na hribu Similehov, od koder je imel dober pregled nad bojiščem. O podrobnostih na bojišču ga je obveščal veliki vezir Mehmed Paša Sokolović, operativni poveljnik obleganja. Grofa Zrinskega z vojsko 2.300 Hrvatov in Ogrov je obkolila vojska najmanj 150.000 nasprotnikov  z močnim topništvom. 
Siget je bil razdeljen na tri dele, ločene z vodo: staro mesto, novo mesto in trdnjava. Med seboj so bili povezani z mostovi in s celino z nasipi. Grad  za napadalce ni bil neposredno dosegljiv, ker sta bili pred njim dve obzidani dvorišči. Obleganje se je začelo 6. avgusta z neuspelim  splošnim napadom na okope. Cesar ni maloštevilčnim branilcem poslal nobene pomoči.
Po skoraj mesecu izčrpavajočih in krvavih spopadov so se branilci umaknili v staro mesto na zadnjo obrambno črto. Sultan je poskušal prepričati Zrinskega, naj se vda, in mu ponudil oblast nad Hrvaško pod osmanskim okriljem.. Zrinski je ponudbo zavrnil in nadaljeval borbo.
Padec gradu je bil neizbežen, osmansko vrhovno poveljstvo pa je kljub temu oklevalo. 6. septembra je Sulejman I. umrl. Njegovo smrt so zamolčali za 48 dni zaradi strahu, da se bodo ob slabi novici vojaki prenehali boriti. O smrti so obvestili njegovega naslednika Selima. Kurir, ki ni vedel za vsebino obvestila, je za pot do Male Azije potreboval samo osem dni.

### Zaključna bitka
Zaključna bitka se je začela 7. septembra, dan po Sulejnamovo smrti. Od trdnjavskega obzidja so zaradi miniranja, topovskega obstreljevanja in podtaknjenih požarov ostale samo ruševine. Napad se je začel z intenzivnim topovskim obstreljevanjem. Sledil je napad pehote, spremljan  bobnanjem in glasnim vpitjem. Ko so Osmani napadli trdnjavo po ozkem mostu, so branilci odprli trdnjavska vrata in nanje ustrelili z velikim možnarjem, nabitim z razsekanim železjem. Strel je ubil 600 napadalcev. Sledil je izpad preostalih 600 branilcev. Zrinskega sta zelo kmalu zadela dva strela iz muškete in nato puščica v glavo, od katere je takoj umrl. Nekaj branilcev se je umaknilo v trdnjavo.
Osmani so trdnjavo zavzeli in večino branilcev pobili. Nekaj branilcem so janičarji prizanesli zaradi njihovega izjemnega poguma. Skozi osmanske vrste se je prebilo samo sedem branilcev. Zrinskega so obglavili in njegovo glavo poslali novemu sultanu. Truplo so častno pokopali.

## Posledice
V obleganju so padli skoraj vsi branilci Sigeta. Veliko žrtev je imela tudi osmanska vojska: padli so trije paše, 7.000 janičarjev in 28.000 drugih vojakov. Različni viri omenjajo 20.000-35.000 žrtev.
Veliki vezir je po bitki v imenu mrtvega sultana razglasil osmansko zmago in njegovo lažno obžalovanje, da mu slabo zdravje preprečuje uspešno nadaljevati vojnega pohoda. Njegovo truplo so odpeljali v Konstantinopel, visoki uradniki pa so se pretvarjali, da še vedno komunicirajo z njim. Turški viri trdijo, da so takšno stanje vzdrževali tri tedne in da so sultanovega osebnega zdravnika iz previdnosti zadavili.
Zgleda, da sta imela dolgo potovanje in obleganje poguben vpliv na sultanovo zdravje. Vojni pohod je bil ustavljen, ker se je moral veliki vezir vrniti v Konstantinopel zaradi prenosa oblasti na novega sultana Selima II. Na pohodu se v kratkem času, ki je ostal med padcem Sigeta in začetkom zime, ne bi dalo doseči prav veliko, tudi če bi bil Sulejman še živ. 
 Dolgotrajni odpor Sigeta je odložil osmanski pritisk na Dunaj.
Cesar Maksimilijan  je v Konstantinopel poslal ambasadorja Antuna Vtančića in Krištofa Teuffenbacha. V Konstantinopel sta prišla 26. avgusta 1567 in bila sprejeta pri sultanu Selimu II. Po petih mesecih pogajanj z Mehmed Pašo Sokolovićem je bil 17. februarja 1568 sklenjen sporazum o prenehanju vojne. 21. februarja 1568 je bil podpisan Odrinski sporazum,  s katerim je Selim II. pristal na osemletno premirje. Sporazum je prinesel 25 let relativnega miru, dokler se ni začela tako imenovana  dolga vojna. Maksimilijan se je obvezal, da bo sultanu plačeval letni davek 30.000 dukatov.